# Euarne obligatella
Euarne obligatella is een vlinder uit de familie van de stippelmotten (Yponomeutidae). De wetenschappelijke naam van de soort werd in 1890 gepubliceerd door M�schler.